# Las Plassas
Las Plassas (sardinsky: Is Pràtzas) je italská obec (comune) v provincii Sud Sardegna v regionu Sardinie. Nachází se ve výšce 148 metrů nad mořem a má 210 obyvatel. Rozloha obce je 11,04 km².